# Puntasecca

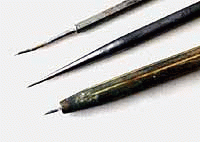
Attrezzi per incisione a puntasecca

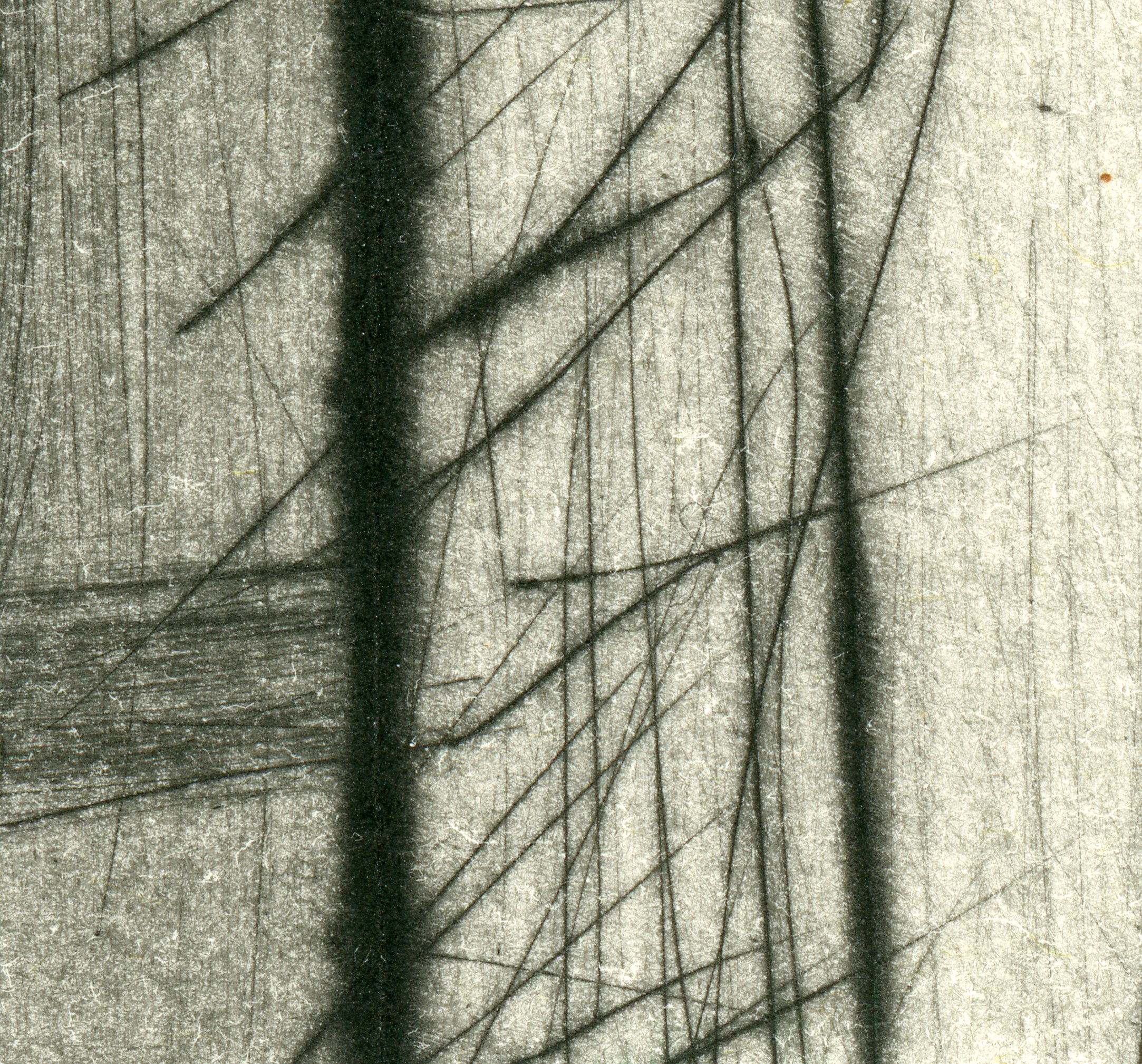
Tratti a puntasecca ingranditi cinque volte

La puntasecca è una tecnica incisoria di stampa in cavo (tecnica diretta): inizialmente il termine indicava lo strumento di acciaio, ma in seguito si è esteso anche alle matrici e soprattutto alle stampe stesse.
La matrice viene incisa direttamente con una punta metallica dura e acuminata. 

La punta, scalfendo il metallo, crea un solco sui bordi del quale rialza dei filamenti metallici, detti barbe, che trattengono ulteriormente l'inchiostro conferendo un caratteristico segno vellutato alla stampa. Uno degli aspetti più caratteristici della puntasecca è proprio la natura inconfondibile del suo segno, sia per la presenza delle barbe e l'alone nerastro e soffuso nelle prime tirature, sia per l'andamento del tratto, spesso irregolare nella grandezza e nella direzione.
Poiché la pressione del torchio di stampa distrugge rapidamente le barbe ed il relativo effetto, la puntasecca è adatta solo per tirature limitate: in alternativa si può ricorrere all'acciaiatura, processo elettrochimico che aumenta la resistenza della matrice.
In origine, la Puntasecca veniva impiegata per rifinire i diversi stati delle incisioni a bulino (e più tardi delle acqueforti), ma fin dal XV secolo venne usata anche autonomamente, soprattutto in ambiente nordico. Notevoli risultati vennero ottenuti dagli incisori olandesi, primo fra tutti Rembrandt.
Le matrici possono essere di rame o zinco: in tempi recenti si è usato anche il plexiglas, che, oltre ad essere più tenero rispetto alle lastre di metallo, per la sua caratteristica trasparenza, permette di vedere il risultato dell'incisione anche senza procedere a una stampa di prova.

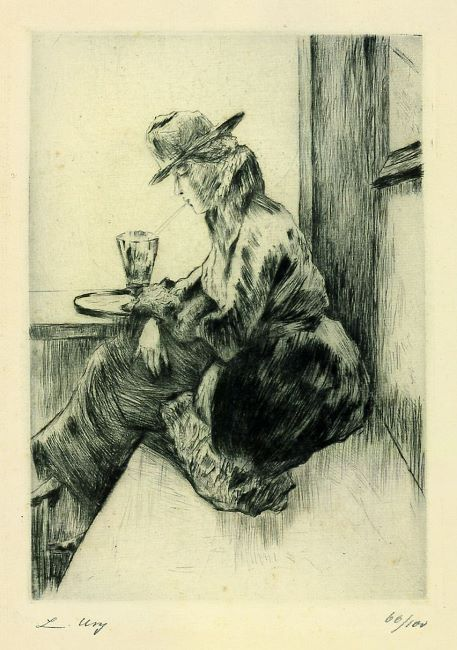
Lesser Ury
Donna al caffè
puntasecca che mostra il tipico segno vellutato di questa tecnica

## Galleria d'immagini

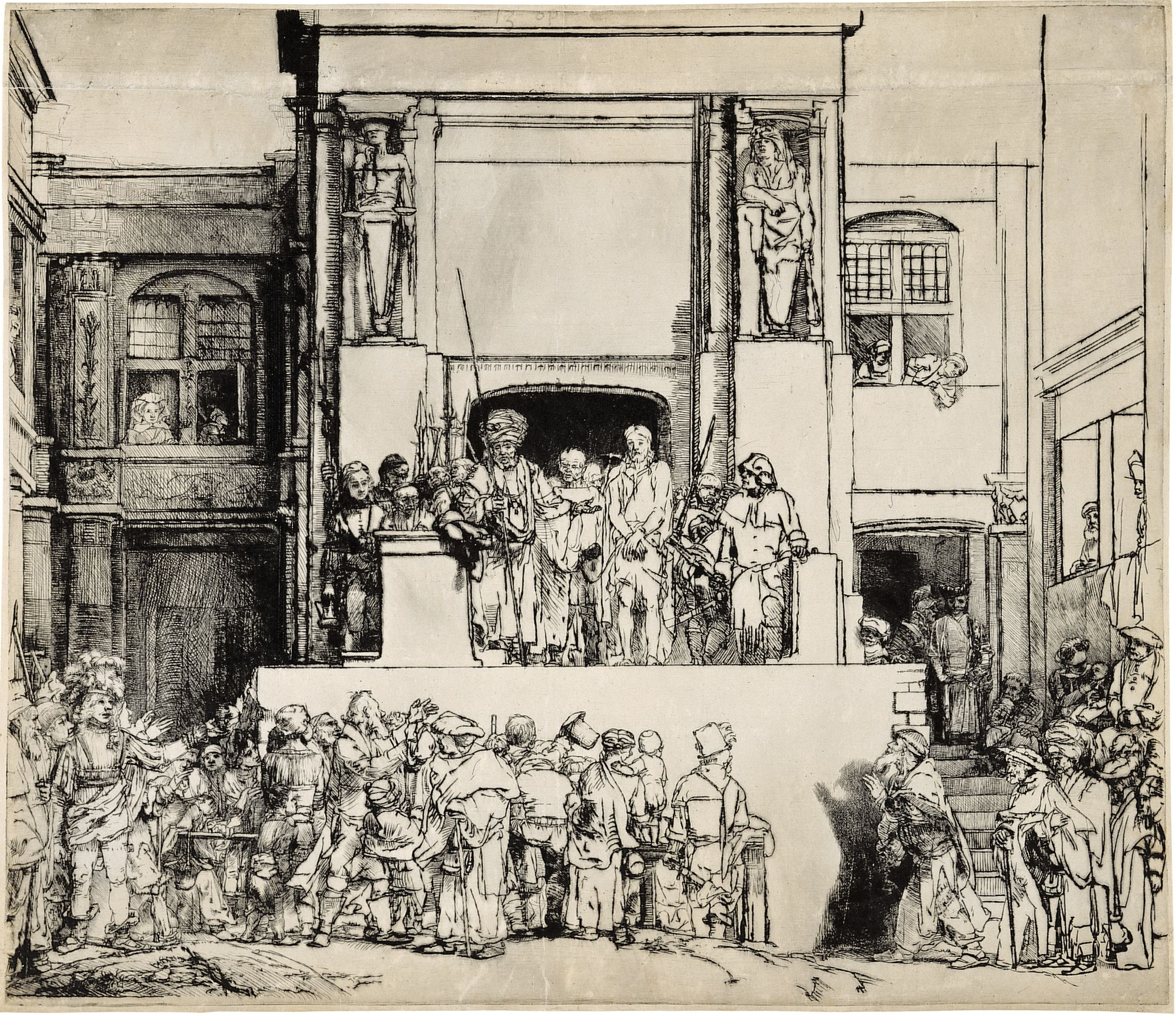
Rembrandt Ecce homo 1665
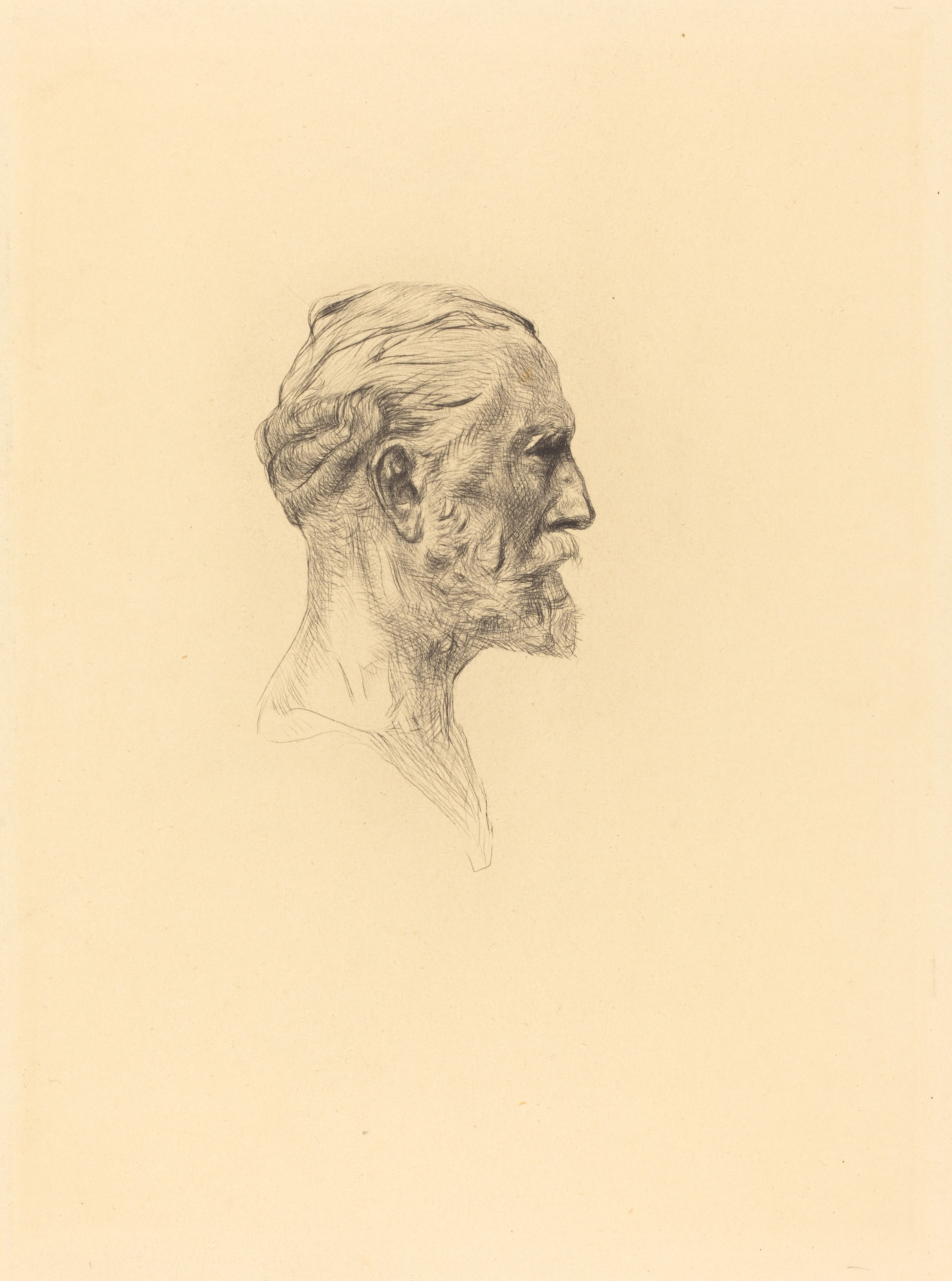
Auguste Rodin ritratto di Antonin Proust, 1885
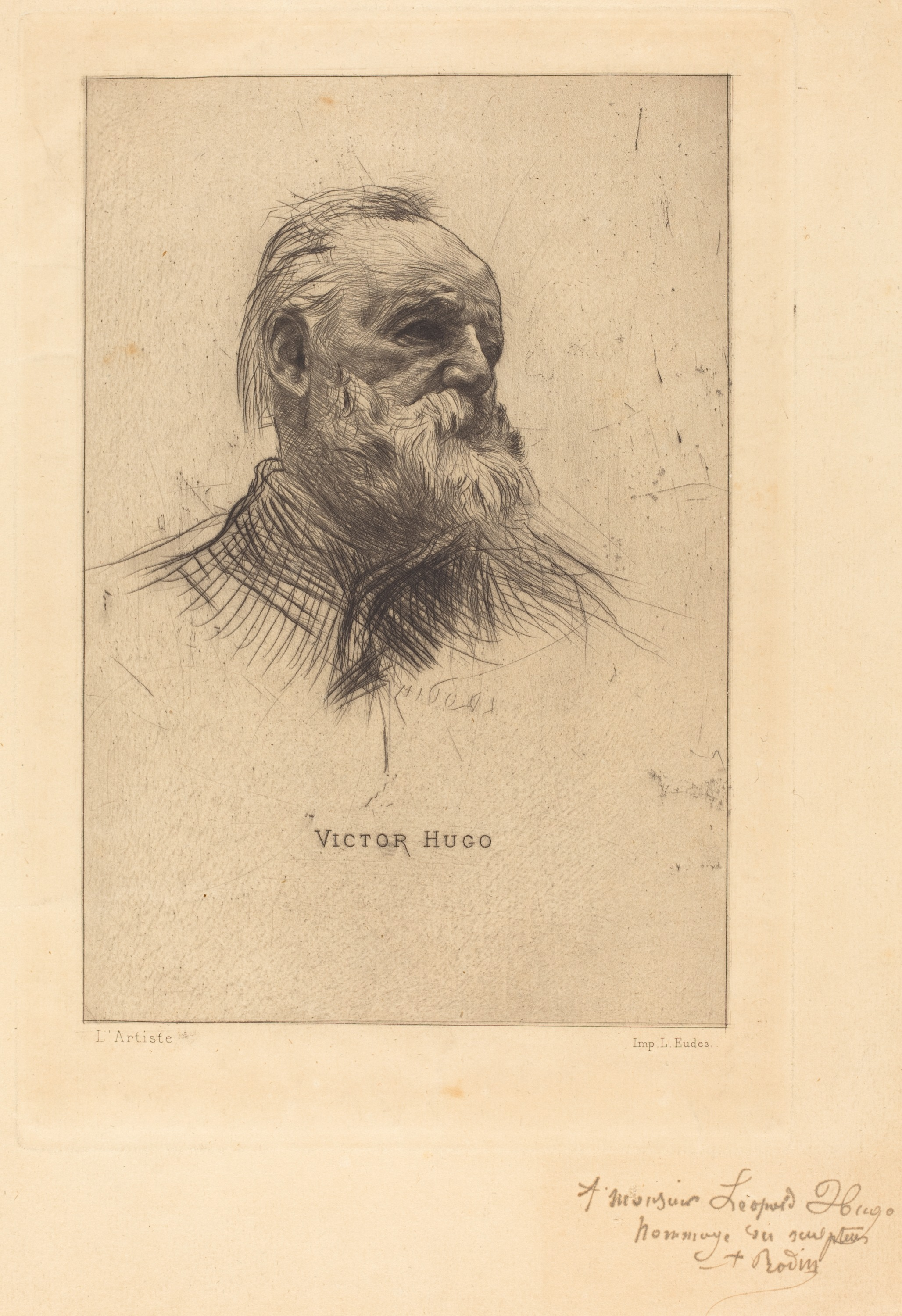
Auguste Rodin ritratto di Victor Hugo, 1884
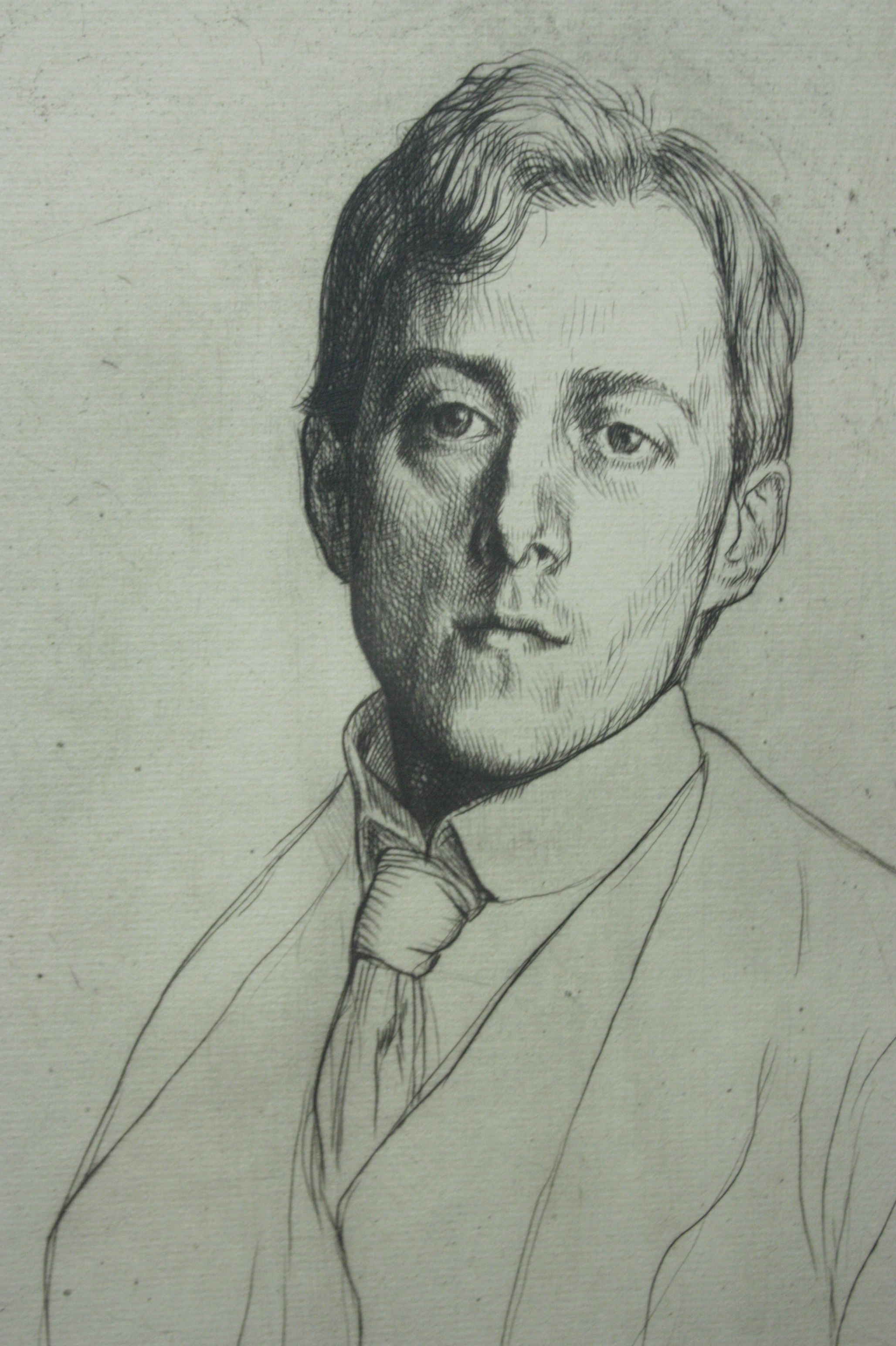
William Strang ritratto di Laurence Binyon, 1898